# روي كاتس
روي كاتس (بالإنجليزية: Roy Cutts) هو لاعب بولينغ بريطاني، ولد في 14 مايو 1953.